# اعتداد بالنفس

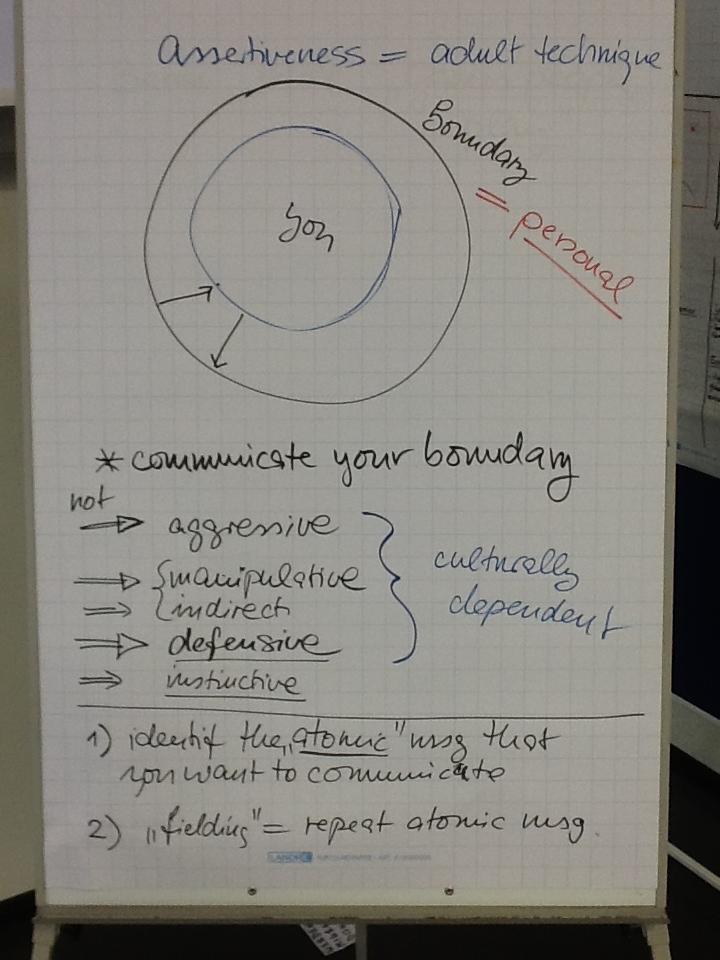

الاعتداد بالنفس أو تأكيد الذات (بالإنجليزية: Assertiveness)‏ هو الصفة التي تضفي على المرء الثبات والثقة بالنفس دون اتصافه بالعدوانية. تعتبر هذه الصفة مهارةً قابلةً للتعلم ونمطًا من التواصل وفق منظور علم النفس والمعالجة النفسية. يُعرّف معجم دورلاند الطبي الاعتداد بالنفس أنه:
«نوع من السلوك الذي يتصف بالثقة في إظهار أو توكيد الحكم دون الحاجة إلى دليل، يؤكد هذا السلوك على حقوق الشخص أو وجهة نظره دون أي عدوانية تشكل تعدياً على حقوق الآخرين (بافتراض وجود الفرد في موقع الهيمنة أو السيادة) ودون أن يسمح صاحبه للآخرين بتجاهل أو إنكار حقه أو وجهة نظره»
يُعتبر الاعتداد بالنفس مهارةً حياتيةً مهمةً ويُنصح الأطفال بتطويرها. لا تُكتسب هذه المهارة من المدرسة حاليًا، وهي مهارة تواصل قابلة للتعلم، إذ يتعلم الأفراد مهارات التواصل المعتد بشكل فعال.
الاعتداد بالنفس هو طريقة للتفكير الناقد يجهر من خلالها الأفراد بأصواتهم دفاعًا عن وجهات نظرهم أو اعتراضًا على المعلومات الخاطئة. يتصف الناس الواثقون من أنفسهم بالصراحة والقدرة على تحليل المعلومات والإشارة إلى مواضع النقص في المادة العلمية والتفاصيل والدلائل. يدعم الاعتداد بالنفس التفكير الإبداعي والتواصل الفعال.
يعتبر مستوى الاعتداد بالنفس الذي يبديه أي مجتمع بشري عاملًا مساهمًا في الممارسات الاجتماعية والثقافية عند القيام بالتحقيقات. على سبيل المثال، حدثت مناقشات عامة عالمية في عام 2019 حول مواضيع مثيرة للجدل مثل الإدمان على العقاقير، والاغتصاب، والاضطهاد الجنسي للنساء والأطفال، إذ لم تكن هذه المواضيع متاحةً للمناقشة المفتوحة عام 1940.
لا يُشجع الأطفال دائمًا على تطوير مهارات الاعتداد بالنفس ضمن عائلاتهم، ويجب عليهم عادةً تقبل وإطاعة قرارات والديهم. ولكن يمكن للأطفال الصريحين في وقتنا الحالي اتخاذ قرارات متعلقة بحياتهم بشكل قانوني منذ سن السادسة عشر.
عند الدخول في النصف الثاني من القرن العشرين، تميز الاعتداد بالنفس بكونه مهارةً سلوكية يعلمها العديد من خبراء تطوير الذات، والمعالجين السلوكيين، ومقدمي العلاج المعرفي السلوكي. يرتبط الاعتداد بالنفس غالبًا بتقدير الذات. تعمم المصطلح والمفهوم الخاص بالاعتداد بالنفس بين العموم من خلال كتب عديدة مثل حقوقك الكاملة: مرشد إلى السلوك المعتد الذي ألفه روبرت إيه. ألبيرتي وميخائيل إل. إيمونز عام (1970)، وكتاب عندما أقول لا، أشعر أنني مذنب: كيف تواجه استخدام مهارات العلاج الحازم المنهجي الذي ألفه مانويل جي. سميث.

## التدريب
يعتبر جوزيف ولبي أول من اكتشف استخدام الاعتداد بالنفس وسيلةً «للتثبيط التبادلي» للقلق والذي ظهر في كتابه الذي نشره عام 1985 حول علاج العصاب، ومنذ ذلك الحين دخلت هذه الطريقة على العلاج السلوكي. عرف أندو سالتر التدريب الحازم (إيه تي) وعممه جوزيف ولبي. اعتقد ولبي أن الفرد لا يستطيع أن يتصف بالحزم والقلق في الوقت ذاته، وبالتالي أن يكون المرء حازمًا هو أمر مثبط للقلق. تشمل أهداف التدريب على الاعتداد بالنفس ما يلي:
- زيادة وعي الشخص لحقوقه.
- التمييز بين الاعتداد بالنفس أو عدمه.
- التمييز بين السلوك العدواني السلبي (المنفعل) والعدوانية.
- تعلم مهارات الاعتداد بالنفس اللفظية وغير اللفظية.

يمتاز الاعتداد بالنفس عن صفتي العدوانية والعدوانية السلبية باعتباره أسلوبًا واستراتيجية للتواصل. تساعد كيفية تعامل الناس مع الحدود الشخصية الخاصة بهم أو بالناس الآخرين على التمييز بين هذه المفاهيم الثلاثة. لا يدافع المتواصلون السلبيون عن حدودهم الشخصية، وهذا يُمكّن الناس العدوانيين من الاضطهاد والتلاعب بهم من خلال تخويفهم. لا يميل المحاورون السلبيون للمخاطرة أثناء محاولتهم التأثير بأي شخص آخر. لا يحترم الناس العدوانيون الحدود الشخصية للآخرين وبالتالي فهم عرضة لإيذاء الآخرين عند محاولتهم التأثير فيهم. يتواصل الفرد المعتد بنفسه من خلال التغلب على شعور الخوف من التكلم بما يجول في خاطره أو محاولًا التأثير في الآخرين، لكن بطريقة تحترم حدودهم الشخصية. الناس المعتدون مستعدون أيضًا للدفاع عن أنفسهم ضد الناس العدوانيين.

## التواصل
يشمل التواصل المعتد احترام حدود النفس وحدود الآخرين، ويفترض وجود اهتمام باستيفاء الاحتياجات والرغبات من خلال التعاون.
وفقًا للكتاب التعليمي العلاج السلوكي المعرفي الذي صدر عام 2008 يعتبر «التواصل المعتد بين الآراء الشخصية والاحتياجات والحدود حلًا وسيطًا للسلوك، إذ يقع بين الاستجابة السلبية غير الفعالة والاستجابة العدوانية». إن تواصلًا بهذه الصفات «يؤكد على التعبير الصريح عن المشاعر، لكن بطريقة لا تتجه نحو العدوانية».
إذا هددت أفعال الآخرين حدود شخص ما، يقوم هذا الشخص بالتحاور معهم لتجنب تصعيد الموقف. في المقابل، يطلق التواصل العدواني أحكامًا على الآخرين، ويهددهم، ويطلق الأكاذيب، ويكسر الثقة، ويرفض التعاون، وينتهك الحدود.
وفي الجانب الآخر من هذه الجدلية نجد «التواصل السلبي». قد يسمح الضحايا للآخرين بانتهاك حدودهم، وفي وقت لاحق، ربما يعودون للمهاجمة مع إحساسهم بالحصانة أو الاستياء المبرر.
يحاول التواصل المعتد تجاوز هذه النتائج عبر الانجذاب إلى الاهتمامات التي يشاركها الجميع، و «يركز على القضية، ليس على الشخص». وفي المقابل، يمكن أن يقود التواصل السلبي و/أو العدواني إلى نهاية العلاقة، والتقليل من احترام الذات.

## الخصائص
يميل الناس المعتدون إلى امتلاك الخصائص التالية:
- يشعرون بحرية التعبير عن مشاعرهم، وأفكارهم، ورغباتهم.
- قادرون أيضًا على البدء والاستمرار في العلاقات المريحة مع الناس الآخرين.[11]
- يعرفون حقوقهم.
- يتحكمون بغضبهم. وهذا لا يعني أنهم يكبتون مشاعرهم، بل يتحكمون بالغضب ويتحدثون عن المشكلة بأسلوب منطقي.
- «يسعى الناس المعتدون إلى التوافق مع الآخرين، بدلًا من الرغبة الدائمة بالمضي بأسلوبهم الخاص، ويميلون إلى احترام ذاتهم بدرجة كبيرة».[12]
- «يدخل الناس المعتدون في علاقاتهم من موقع الفرد الذي يأخذ في حسبانه حاجاته وحاجات الطرف الآخر».[13]

## التقنيات
قد تتنوع التقنيات المستخدمة في الاعتداد بالنفس، يعرض مانويل سميث في كتابه عندما أقول لا، أشعر بالذنب الذي نشره عام 1975 بعض السلوكيات التالية:

### تقنية القرص المكسور (أو مجازًا تحطيم الرقم القياسي)
تشمل تقنية «القرص المكسور» قيام الفرد ببساطة بتكرار عدد مرات طلبه أو رفضه كل مرة يواجه فيها عائقًا. نشأ هذا المصطلح انطلاقًا من أقراص الفينيل. يقود السطح المخدوش لهذه الأقراص إلى تحريك إبرة قارئ التسجيلات (الفونوغراف أو الحاكي) بشكل دوراني في حلقات على نفس الثواني القليلة المحددة من التسجيل، ويكمن أساس هذه الطريقة في التكرار... إذ لن يقبل الشريك بالرفض».
يمثل استمرار العائق ناحية سلبية ترافق هذه التقنية، فقد تخسر طلباتك القوة في كل مرة تعيدها. إذا أعيدت الطلبات مرات عديدةً جدًا، يمكن أن تعود بنتيجة عكسية على قوة الإقناع التي تملكها كلماتك. من الضروري في هذ الحالات إظهار بعض العقوبات في متناول اليد.

### التضبيب
يعني تضبيب النتائج إظهار محدودية الثقة في الموافقة على ما يقوله الخصم. وبشكل أكثر تحديدًا، يمكن أن يوافق المرء جزئيًا أو يوافق من حيث المبدأ.

### الاستفسار السلبي
يشمل الاستفسار السلبي طلب المزيد من النقد الأكثر تحديدًا.

### الاعتداد السلبي
الاعتداد السلبي هو الموافقة على الانتقاد دون التخلي عن المطالبة.

### الرسالة الشخصية I-statements
يمكن استخدام الرسالة الشخصية لتوضيح الشعور والأمنيات من موقع شخصي دون إطلاق أحكام على الفرد الآخر أو لومه على هذه المشاعر.